# Євтушенко Світлана Сергіївна
Світла́на Сергі́ївна Євтуше́нко (нар. 2 листопада 1936, місто Прилуки, Чернігівської області) — українська радянська, партійна і профспілкова діячка. Кандидат у члени ЦК КПУ в 1986—1990 роках. Депутат Верховної Ради УРСР 9-го і 11-го скликань.

## Життєпис
У 1959 році закінчила Дагестанський державний сільськогосподарський інститут. 
У 1959—1960 роках — бригадир рільничої бригади колгоспу «Перемога», агроном колгоспу імені Кірова Прилуцького району Чернігівської області.
У 1960—1966 роках — інструктор, 2-й секретар, 1-й секретар Прилуцького міського комітету ЛКСМУ, заступник завідувача відділу, секретар з ідеології Чернігівського обласного комітету ЛКСМУ.
Член КПРС з 1962 року.
У 1966—1971 роках — секретар Куликівського районного комітету КПУ Чернігівської області.
У 1971—1975 роках — голова виконавчого комітету Куликівської районної ради депутатів трудящих Чернігівської області.
У вересні 1975 — 1976 року — 1-й секретар Куликівського районного комітету КПУ Чернігівської області.
У 1976 році закінчила Заочну Вищу партійну школу при ЦК КПРС у Москві.
У 1976—1985 роках — інспектор ЦК Компартії України.
З 1985 до 1989 року — секретар Української республіканської ради професійних спілок. З грудня 1989 до 1991 року — заступник голови Української республіканської ради професійних спілок. 
У 1991—1996 роках — заступник голови Української республіканської ради жінок (Спілки жінок України).
Потім — на пенсії в місті Києві.

## Нагороди та відзнаки
- два ордени Трудового Червоного Прапора (1973, 1976)
- Почесна грамота Президії Верховної Ради Української РСР (31.10.1986)